# Gare de Cramoisy
La gare de Cramoisy est une gare ferroviaire française de la ligne de Creil à Beauvais, située sur le territoire de la commune de Cramoisy, dans le département de l'Oise en région Hauts-de-France.
C'est une halte ferroviaire de la Société nationale des chemins de fer français (SNCF) desservie par des trains TER Hauts-de-France.

## Situation ferroviaire
Établie à 34 m d'altitude, la gare de Cramoisy est située au point kilométrique (PK) 55,535 de la ligne de Creil à Beauvais entre les gares de Montataire et de Cires-lès-Mello.

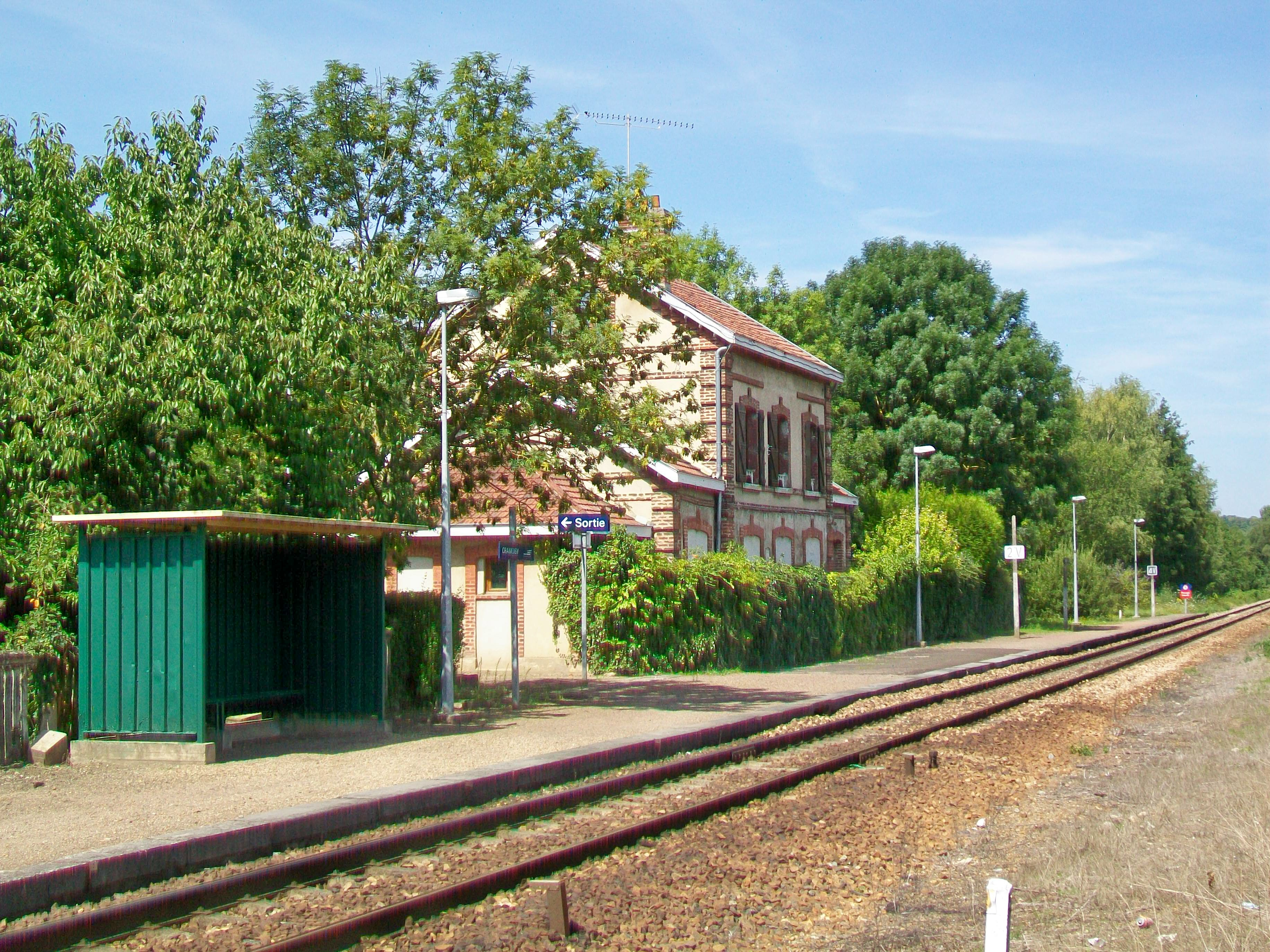
L'intérieur de la halte.

## Histoire
En 1869, il n'y a qu'un « garage » à Cramoisy, lorsque l'estimation du coût d'un projet d'ouverture du service des voyageurs est estimé à 58 000 fr.
En 1882, l'estimation pour un projet d'infrastructures utiles au trafic marchandises est de 29 904 fr. Il comporte l'établissement d'une halle à marchandises et d'un quai découvert.

## Service des voyageurs

### Accueil
Halte SNCF, c'est un point d'arrêt non géré (PANG) à accès libre. 

### Desserte
Cramoisy est desservie par des trains TER Hauts-de-France qui effectuent des missions entre les gares de Creil, et de Beauvais. En 2009, la fréquentation de la gare était de 11 voyageurs par jour.

### Intermodalité
Un parking pour les véhicules y est aménagé.
La gare est desservie par les lignes S1, S2 ainsi que par le service de transport à la demande AXO+3 du réseau AXO. Elle est également desservie à par les lignes 646, 647, 648 et 6345 du réseau interurbain de l'Oise.

## Patrimoine ferroviaire
L’ancien bâtiment voyageurs, construit par la Compagnie des Chemins de fer du Nord, a été reconverti en habitation après sa fermeture. Ce bâtiment standard Nord correspond au plan type standard pour les gares de petite et moyenne importance. La façade, originellement en pierre comme celle de la gare de Montataire, est recouverte d’enduit avec de la brique pour les pilastres d’angle à bossages, encadrement de baies et bandeaux décoratifs.